# Persone di nome Roman
| Questa pagina contiene informazioni ricavate automaticamente dalle voci biografiche con l'ausilio del template Bio e di un bot. L'aggiornamento è periodico e automatico e ricostruisce completamente la pagina. Se manca una persona in questa lista, sei pregato di non aggiungerla, ma accertati piuttosto che la sua voce biografica contenga il template Bio e che i dati anagrafici siano correttamente compilati. Se il template Bio manca, inseriscilo tu stesso o, in alternativa, metti l'avviso {{tmp\|Bio}} che ne segnala la mancanza. Se i dati riportati sono sbagliati, correggi direttamente la voce biografica; le modifiche saranno visibili in questa lista entro pochi giorni. Per chiarimenti vedi il progetto antroponimi. La lista contiene solo le 233 persone che sono citate nell'enciclopedia e per le quali è stato implementato correttamente il template Bio. Pagina aggiornata al 22 lug 2025. |

Questa è una lista di persone presenti nell'enciclopedia che hanno il nome Roman, suddivise per attività principale.

## Allenatori di calcio(7)
- Roman Hryhorčuk, allenatore di calcio e ex calciatore ucraino (n. 1965)
- Roman Mählich, allenatore di calcio e ex calciatore austriaco (Wiener Neustadt, n. 1971)
- Roman Pivarník, allenatore di calcio e ex calciatore slovacco (Košice, n. 1967)
- Roman Pylypčuk, allenatore di calcio e ex calciatore ucraino (Snižne, n. 1967)
- Roman Sanžar, allenatore di calcio e ex calciatore ucraino (Donec'k, n. 1979)
- Roman Ubakivi, allenatore di calcio e ex calciatore estone (Tallinn, n. 1945)
- Roman Wzdenov, allenatore di calcio e ex calciatore russo (Nal'čik, n. 1979)

## Archeologi(1)
- Roman Ghirshman, archeologo e iranista francese (Charkiv, n. 1895 - Budapest, † 1979)

## Arcivescovi ortodossi(1)
- Roman, arcivescovo ortodosso (Suzdal', † 1362)

## Artisti marziali misti(1)
- Roman Dolidze, artista marziale misto georgiano (Batumi, n. 1988)

## Attivisti(1)
- Roman Romanskyy, attivista ucraino (Novovolyns'k, n. 1978)

## Attori(4)
- Roman Griffin Davis, attore britannico (Londra, n. 2007)
- Roman Janecka, attore ceco (Bratislava, n. 1972)
- Roman Madjanov, attore russo (Dedovsk, n. 1962 - Boyarkino, † 2024)
- Roman Rossa, attore e doppiatore tedesco (Bruchsal, n. 1972)

## Attori pornografici(1)
- Roman Heart, attore pornografico statunitense (Tacoma, n. 1986 - † 2019)

## Aviatori(1)
- Roman Schmidt, aviatore austro-ungarico (Varaždin, n. 1893 - † 1959)

## Biatleti(2)
- Roman Dostál, ex biatleta ceco (Ústí nad Orlicí, n. 1970)
- Roman Rees, biatleta tedesco (Friburgo in Brisgovia, n. 1993)

## Biologi(1)
- Roman Vishniac, biologo e fotografo russo (Pavlovsk, n. 1897 - New York, † 1990)

## Bobbisti(2)
- Roman Košelev, bobbista russo (n. 1991)
- Roman Orešnikov, bobbista russo (Kerč', n. 1983)

## Canoisti(1)
- Roman Anoškin, canoista russo (Puškino, n. 1987)

## Canottieri(3)
- Roman Poljans'kyj, canottiere ucraino (n. 1986)
- Roman Röösli, canottiere svizzero (Neuenkirch, n. 1993)
- Roman Zacharov, canottiere sovietico (Leningrado, n. 1929 - † 2021)

## Cantanti(2)
- Roman Lob, cantante tedesco (Düsseldorf, n. 1990)
- Ramil', cantante russo (Nižnij Novgorod, n. 2000)

## Cestisti(3)
- Roman Horvat, ex cestista sloveno (Lubiana, n. 1971)
- Roman Sorkin, cestista israeliano (Minsk, n. 1996)
- Roman Szymański, cestista polacco (Gniezno, n. 1991)

## Ciclisti su strada(3)
- Roman Kireev, ex ciclista su strada kazako (Messina, n. 1987)
- Roman Kreuziger, ex ciclista su strada e ciclocrossista ceco (Uničov, n. 1965)
- Roman Majkin, ciclista su strada russo (Puškin, n. 1990)

## Compositori(2)
- Roman Haubenstock-Ramati, compositore e editore polacco (Tonie, n. 1919 - † 1994)
- Roman Vlad, compositore, musicologo e pianista rumeno (Cernăuți, n. 1919 - Roma, † 2013)

## Cosmonauti(1)
- Roman Romanenko, cosmonauta russo (Ščëlkovo, n. 1971)

## Danzatori(4)
- Froz, ballerino russo (Mosca, n. 1985)
- Roman Jasiński, ballerino polacco (Varsavia, n. 1907 - Tulsa, † 1991)
- Roman Mejia, ballerino statunitense (Fort Worth, n. 1999)
- Roman Zhurbin, danzatore russo (Mosca, n. 1985)

## Danzatori su ghiaccio(1)
- Roman Kostomarov, ex danzatore su ghiaccio russo (Mosca, n. 1977)

## Designer(1)
- Roman Cieslewicz, designer polacco (Leopoli, n. 1930 - Antony, † 1996)

## Direttori d'orchestra(1)
- Roman Jur'evič Moiseev, direttore d'orchestra russo (Mosca, n. 1960)

## Direttori della fotografia(1)
- Roman Vas'janov, direttore della fotografia russo (Mosca, n. 1980)

## Dirigenti sportivi(3)
- Roman Kreuziger, dirigente sportivo, ex ciclista su strada e ciclocrossista ceco (Moravská Třebová, n. 1986)
- Roman Širokov, dirigente sportivo e ex calciatore russo (Dedovsk, n. 1981)
- Roman Weidenfeller, dirigente sportivo e ex calciatore tedesco (Diez, n. 1980)

## Drammaturghi(1)
- Román Chalbaud, drammaturgo e regista venezuelano (n. 1931 - † 2023)

## Filologi(1)
- Roman Stepanovyč Smal'-Stoc'kyj, filologo e diplomatico ucraino (Černivci, n. 1893 - Washington, † 1969)

## Filosofi(2)
- Roman Ingarden, filosofo polacco (Cracovia, n. 1893 - Cracovia, † 1970)
- Ignacy Potocki, filosofo polacco (Radzyń Podlaski, n. 1750 - Vienna, † 1809)

## Fisici(1)
- Roman Jackiw, fisico polacco (Lubliniec, n. 1939 - † 2023)

## Fondisti(1)
- Roman Furger, fondista svizzero (n. 1990)

## Generali(5)
- Roman Ivanovič Bagration, generale georgiano (Kizljar, n. 1778 - Tbilisi, † 1834)
- Roman Kondratenko, generale russo (Tbilisi, n. 1857 - Port Arthur, † 1904)
- Roman Kutuzov, generale russo (Vladimir, n. 1969 - Mykolaïvka, † 2022)
- Roman von Ungern-Sternberg, generale russo (Graz, n. 1886 - Novonikolaevsk, † 1921)
- Roman Illarionovič Voroncov, generale e politico russo (n. 1707 - Vladimir, † 1783)

## Giocatori di calcio a 5(1)
- Roman Mareš, giocatore di calcio a 5 ceco (Havlíčkův Brod, n. 1975)

## Giocatori di football americano(6)
- Roman Gabriel, giocatore di football americano statunitense (Wilmington, n. 1940 - Little River, † 2024)
- Roman Harper, giocatore di football americano statunitense (Prattville, n. 1982)
- Roman Runner, giocatore di football americano statunitense (n. 1991)
- Roman Solovij, ex giocatore di football americano tedesco
- Roman Wilson, giocatore di football americano statunitense (Kihei, n. 2001)
- Roman Wilson, ex giocatore di football americano statunitense (Broken Arrow, n. 1991)

## Giornalisti(1)
- Roman Dobrzyński, giornalista e esperantista polacco (Varsavia, n. 1937)

## Giuristi(1)
- Roman Schnur, giurista tedesco (Merzig Saar, n. 1927 - Tubinga, † 1996)

## Hockeisti su ghiaccio(12)
- Roman Botta, ex hockeista su ghiaccio italiano (n. 1984)
- Roman Čechmánek, hockeista su ghiaccio ceco (Chrudim, n. 1971 - Všemina, † 2023)
- Roman Červenka, hockeista su ghiaccio ceco (Praga, n. 1985)
- Roman Hamrlík, ex hockeista su ghiaccio ceco (Zlín, n. 1974)
- Roman Josi, hockeista su ghiaccio svizzero (Berna, n. 1990)
- Roman Kukumberg, ex hockeista su ghiaccio slovacco (Bratislava, n. 1980)
- Roman Ljubimov, hockeista su ghiaccio russo (Tver', n. 1992)
- Roman Savčenko, hockeista su ghiaccio kazako (Öskemen, n. 1988)
- Roman Schild, ex hockeista su ghiaccio svizzero (n. 1986)
- Roman Schlagenhauf, hockeista su ghiaccio svizzero (Zurigo, n. 1989)
- Roman Starčenko, hockeista su ghiaccio kazako (n. 1986)
- Roman Wick, ex hockeista su ghiaccio svizzero (Bronschhofen, n. 1985)

## Imprenditori(3)
- Roman Abramovič, imprenditore e politico russo (Saratov, n. 1966)
- Roman Tmetuchl, imprenditore e politico palauano (n. 1926 - † 1999)
- Roman Trocenko, imprenditore russo (Mosca, n. 1970)

## Judoka(1)
- Roman Hontjuk, judoka ucraino (Nadvirna, n. 1984)

## Lottatori(9)
- Roman Amoyan, lottatore armeno (Erevan, n. 1983)
- Roman Bierła, ex lottatore polacco (Katowice, n. 1957)
- Roman Codreanu, lottatore rumeno (Vaţa de Sus, n. 1952 - Arad, † 2001)
- Roman Dmitriev, lottatore russo (n. 1949 - Mosca, † 2010)
- Roman Dzneladze, lottatore sovietico (Tbilisi, n. 1933 - Terjola, † 1966)
- Roman Kim, lottatore kirghiso (n. 1997)
- Roman Rurua, ex lottatore sovietico (Mukhurcha, n. 1942)
- Roman Steinberg, lottatore estone (Massu, n. 1900 - Tallinn, † 1939)
- Roman Vlasov, lottatore russo (Novosibirsk, n. 1990)

## Lunghisti(1)
- Roman Ščurenko, ex lunghista ucraino (Nikopol', n. 1976)

## Magistrati(1)
- Roman Rudenko, magistrato sovietico (Nosivka, n. 1907 - Mosca, † 1981)

## Marciatori(1)
- Roman Rasskazov, ex marciatore russo (Kovylkino, n. 1979)

## Militari(2)
- Roman Aleksandrovič Vorob’ëv, militare russo (Doneck, n. 1996 - Vodjane, † 2023)
- Roman Šuchevyč, militare ucraino (Leopoli, n. 1907 - Bilohoršča, † 1950)

## Multiplisti(1)
- Roman Šebrle, ex multiplista ceco (Lanškroun, n. 1974)

## Nobili(2)
- Roman Potocki, nobile e politico polacco (Łańcut, n. 1851 - Łańcut, † 1915)
- Roman Stanisław Sanguszko, nobile e politico polacco (Slavuta, n. 1800 - Slavuta, † 1881)

## Nuotatori(4)
- Roman Egorov, ex nuotatore russo (Leningrado, n. 1974)
- Roman Fuchs, nuotatore francese (n. 1998)
- Roman Mityukov, nuotatore svizzero (Ginevra, n. 2000)
- Roman Sludnov, nuotatore russo (Omsk, n. 1980)

## Pallanuotisti(2)
- Roman Balašov, pallanuotista russo (Mosca, n. 1977)
- Roman Di Somma, ex pallanuotista italiano (Genova, n. 1986)

## Pallavolisti(2)
- Roman Bragin, pallavolista russo (Mosca, n. 1987)
- Roman Jakovlev, ex pallavolista e allenatore di pallavolo ucraino (Charkiv, n. 1976)

## Pattinatori artistici su ghiaccio(1)
- Roman Sadovsky, pattinatore artistico su ghiaccio canadese (Toronto, n. 1999)

## Pesisti(2)
- Roman Kokoško, pesista ucraino (n. 1996)
- Roman Virastjuk, pesista ucraino (Ivano-Frankivs'k, n. 1968 - Kiev, † 2019)

## Piloti automobilistici(3)
- Roman De Angelis, pilota automobilistico canadese (Windsor, n. 2001)
- Roman Rusinov, pilota automobilistico russo (Mosca, n. 1981)
- Roman Staněk, pilota automobilistico ceco (Valašské Meziříčí, n. 2004)

## Piloti di rally(1)
- Roman Kresta, pilota di rally ceco (Zlín, n. 1976)

## Pittori(2)
- Roman Opałka, pittore polacco (Hocquincourt, n. 1931 - Chieti, † 2011)
- Roman Turovsky-Savchuk, pittore, fotografo e compositore statunitense (Kiev, n. 1961)

## Politici(8)
- Roman Bezsmertnyj, politico e diplomatico ucraino (Motyžyn, n. 1965)
- Roman Dmowski, politico polacco (Varsavia, n. 1864 - Drozdovo, † 1939)
- Roman Giertych, politico polacco (Śrem, n. 1971)
- Roman Gribbs, politico statunitense (Detroit, n. 1925 - Northville, † 2016)
- Roman Herzog, politico e avvocato tedesco (Landshut, n. 1934 - Jagsthausen, † 2017)
- Roman Malinowski, politico polacco (Białystok, n. 1935 - † 2021)
- Roman Odzierzyński, politico polacco (Leopoli, n. 1892 - Londra, † 1975)
- Roman Starovojt, politico russo (Kursk, n. 1972 - Razdory, † 2025)

## Presbiteri(2)
- Roman Lysko, presbitero ucraino (Oblast' di Leopoli, n. 1914 - Leopoli, † 1949)
- Roman Sitko, presbitero polacco (Czarna Sędziszowska, n. 1880 - Oświęcim, † 1942)

## Principi(4)
- Roman Danilovič, principe russo
- Roman Mstislavič, principe (Zawichost, † 1205)
- Roman Petrovič Romanov, principe russo (Peterhof, n. 1896 - Antibes, † 1978)
- Roman di Volinia, principe russo (Perejaslav - Volinia, † 1119)

## Pugili(1)
- Roman Romančuk, pugile ucraino (Stryj, n. 1979 - Odessa, † 2016)

## Registi(8)
- Roman Coppola, regista, attore e produttore cinematografico statunitense (Neuilly-sur-Seine, n. 1965)
- Roman Kačanov, regista, artista e sceneggiatore sovietico (Smolensk, n. 1921 - Mosca, † 1993)
- Roman Karimov, regista russo (Ufa, n. 1984)
- Roman Romanovič Kačanov, regista russo (Mosca, n. 1967)
- Roman Kozak, regista e attore russo (Vinnycja, n. 1957 - Mosca, † 2010)
- Roman Prygunov, regista russo (Mosca, n. 1969)
- Roman Irinarchovič Tichomirov, regista cinematografico sovietico (Saratov, n. 1915 - † 1984)
- Roman Załuski, regista e sceneggiatore polacco (Lida, n. 1936 - Varsavia, † 2022)

## Saltatori con gli sci(2)
- Roman Koudelka, saltatore con gli sci ceco (Turnov, n. 1989)
- Roman Trofimov, saltatore con gli sci russo (Leninogorsk, n. 1989)

## Scacchisti(1)
- Roman Džindžichašvili, scacchista statunitense (Tbilisi, n. 1944)

## Schermidori(2)
- Roman Aleksandrov, schermidore uzbeko (n. 1989)
- Roman Svičkar, schermidore ucraino (Charkiv, n. 1993)

## Sciatori alpini(5)
- Roman Dereziński, ex sciatore alpino polacco (Poronin, n. 1951)
- Roman Gröbmer, ex sciatore alpino italiano (n. 1981)
- Roman Rupp, ex sciatore alpino austriaco (n. 1964)
- Roman Siess, ex sciatore alpino austriaco (n. 1968)
- Roman Torn, ex sciatore alpino canadese (Burnaby, n. 1967)

## Scrittori(3)
- Roman Brandstaetter, scrittore polacco (Tarnów, n. 1906 - Poznań, † 1987)
- Romain Gary, scrittore, aviatore e diplomatico lituano (Vilnius, n. 1914 - Parigi, † 1980)
- Roman Evgen’evič Konoplev, scrittore, politologo e politico russo (Počep, n. 1973)

## Slittinisti(2)
- Roman Repilov, slittinista russo (Dmitrov, n. 1996)
- Roman Zacharkiv, slittinista ucraino (Leopoli, n. 1991)

## Taekwondoka(1)
- Roman Kuznecov, taekwondoka russo (n. 1989)

## Tennisti(1)
- Roman Jebavý, ex tennista ceco (Turnov, n. 1989)

## Traduttori(1)
- Roman Doubrovkine, traduttore e critico letterario |Nazionalità = russo (Ufa, n. 1953)

## Tuffatori(2)
- Roman Izmajlov, tuffatore russo (n. 1990)
- Roman Volod'kov, tuffatore ucraino (Zaporižžja, n. 1973)

## Velisti(1)
- Roman Hagara, ex velista austriaco (Vienna, n. 1966)

## Velocisti(1)
- Roman Cress, ex velocista marshallese (Maloelap, n. 1977)

## Vescovi cattolici(2)
- Roman Pindel, vescovo cattolico polacco (Oświęcim, n. 1958)
- Roman Sebastian Zängerle, vescovo cattolico tedesco (Oberkirchberg, n. 1771 - Graz, † 1848)

## Violinisti(1)
- Roman Totenberg, violinista statunitense (Łódź, n. 1911 - Newton, † 2012)